# Kosewo Górne
Kosewo Górne [kɔˈsɛvɔ ˈɡurnɛ] (deutsch Ober Kossewen, 1938 bis 1945 Oberrechenberg) ist ein kleiner Ort in der polnischen Woiwodschaft Ermland-Masuren. Er gehört zur Gmina Mrągowo (Landgemeinde Sensburg) im Powiat Mrągowski (Kreis Sensburg).

## Geographische Lage
Kosewo Górne liegt in der südlichen Mitte der Woiwodschaft Ermland-Masuren, zehn Kilometer südöstlich der Kreisstadt Mrągowo (deutsch Sensburg).

## Geschichte
Im Jahre 1866 wurde  Ober Kossewen mit mehreren kleineren Höfen das erste Mal erwähnt. Als Wohnplatz innerhalb der Landgemeinde Kossewen (1938 bis 1945 Rechenberg (Ostpr.), polnisch Kosewo) gehörte es bis 1945 zum Kreis Sensburg im Regierungsbezirk Gumbinnen (ab 1905: Regierungsbezirk Allenstein) in der preußischen Provinz Ostpreußen. Die Einwohnerzahl im Jahre 1905 belief sich auf 223. Am 3. Juni (amtlich bestätigt am 16. Juli) 1938 wurde Ober Kossewen aus politisch-ideologischen Gründen der Abwehr fremdländisch erscheinender Ortsnamen in „Oberrechenberg“ umbenannt.
1945 wurde das südliche Ostpreußen und mit ihm auch Oberrechenberg in Kriegsfolge an Polen überstellt und erhielt die polnische Namensform „Kosewo Górne“. Es gehört heute zum Schulzenamt (polnisch Sołectwo) Kosewo innerhalb der Gmina Mrągowo (Landgemeinde Sensburg) im Powiat Mrągowski (Kreis Sensburg), bis 1998 der Woiwodschaft Olsztyn (deutsch Allenstein), seither der Woiwodschaft Ermland-Masuren zugehörig.

## Religion
Bis 1945 war Ober Kossewen in die evangelische Kirche Barranowen (1938 bis 1945 Hoverbeck, polnisch Baranowo) in der Kirchenprovinz Ostpreußen der Kirche der Altpreußischen Union sowie in die römisch-katholische Kirche St. Adalbert Sensburg im Bistum Ermland eingepfarrt. 
Heute gehört Kosewo Górne katholischerseits zur Pfarrei Kosewo im Erzbistum Ermland der polnischen katholischen Kirche. Die evangelischen Kirchenglieder orientieren sich zur Pfarrkirche Mrągowo in der Diözese Masuren der Evangelisch-Augsburgischen Kirche in Polen.

## Verkehr
Kosewo Górne liegt östlich einer Nebenstraße, die die polnische Landesstraße 16 (einstige deutsche Reichsstraße 127) bei Kosewo (Kossewen, 1938 bis 1945 Rechenberg (Ostpr.)) mit der Woiwodschaftsstraße 610 bei Dobry Lasek (Guttenwalde) verbindet.

## Sehenswürdigkeiten
In Kosewo Górne liegt die Stacja Badawcza Instytutu Parazytologii Polskiej Akademii Nauk. In der Hirschfarm können verschiedene Tiere unter naturnahen Bedingungen in Gehegen beobachtet werden. Angeschlossen ist ein kleines Museum mit einer Geweihsammlung.